# Проток гена
Проток гена је појава да гени пређу из једне популације у другу и постану део њеног генског фонда. Промена учесталости алела је у овом случају последица кретања јединки тј. миграција, пошто јединке са собом носе и своје алеле. Имиграција је долазак јединки у нову, циљну популацију, а емиграција одлазак јединки из популације.
Миграција у и из популације може да буде одговорна за знатне промене у фреквенцијама алела (удела чланова који носе одређену варијанту гене). Генска имиграција може такође да доведе до додавања нових генетичких варијанти успостављеном генском фонду одређене врсте или популације.

## Баријере протоку гена
Физичке баријере протоку гена су обично, али не увек, природне. Оне обухватају непроходне планинске венце, океане, или велике пустиње. У неким случајевима, оне могу да буду вештачке, баријере које је формирао човек, као пто је Кинески зид, за који се сматра да је спречавао проток гена природне биљне популације. За једну од биљки, лат. Ulmus pumila, је показано да има нижу заступљеност генетичке диференцијације него биљке лат. Vitex negundo, Ziziphus jujuba, Heteropappus hispidus, и Prunus armeniaca које су настањене на супротној страни зида. Разлог је да је Ulmus pumila првенствено поленисана ветром, док су остале биљке углавном зависне од инсеката. Узорци исте врсте који расту на супротним странама зида су развиле генетичке разлике, зато што једва да има протока гена који би омогућио рекомбинацију генског фонда.